# Grupo Desportivo de Chaves
Grupo Desportivo de Chaves (GD Chaves) is een Portugese voetbalclub uit Chaves.

## Geschiedenis
In 1985 speelde de club voor het eerst in de hoogste klasse en werd zesde. Na een vijfde plaats het volgende seizoen mocht de club Europees spelen en bereikte de tweede ronde. In 1990 werd opnieuw de vijfde plaats bereikt, na nog twee top-tien-noteringen degradeerde de club in 1993 naar de Segunda Divisão de Honra.
Na één seizoen keerde de club terug maar eindigde de volgende seizoenen telkens in de middenmoot en vocht tegen degradatie, een strijd die het in 1999 verloor. Vervolgens eindigde Chaves ook maar middelmatig in de tweede klasse (destijds de Liga de Honra) alvorens weer in de subtop mee te draaien. In 2005 vermeed de club net een degradatie naar de derde klasse.
In 2022 werd een derde plek behaald in de Liga Portugal 2. De club speelde twee promotie/degradatie wedstrijden tegen Moreirense FC. Hier trok Chaves aan het langste eind en dwong zo promotie af naar de Primeira Liga. Voor het eerst sinds 1999 was de club weer actief op het hoogste niveau. Het eerste jaar wist de club nog als zevende te eindigen, in 2024 werd de ploeg echter laatste en degradeerde naar de Liga Portugal 2.

## Eindklasseringen
| 3 |

|  |

|  |

| 7 |

| 11 |

|  |

| 13 |

| 14 |

| 6 |

| 5 |

| 4 |

| 13 |

|  |

|  |

|  |

|  |

|  |

|  |

|  |

|  |

|  |

|  |

|  |

| 2 |

| 12 |

| 9 |

| 6 |

| 8 |

| 7 |

| 9 |

| 3 |

| 5 |

| 9 |

| 4 |

| 2 |

| 2 |

| 6 |

| 5 |

| 7 |

| 13 |

| 5 |

| 8 |

| 9 |

| 18 |

| 3 |

| 14 |

| 15 |

| 10 |

| 16 |

| 17 |

| 12 |

| 12 |

| 5 |

| 7 |

| 10 |

| 17 |

| 6 |

| 16 |

| 4 |

| 1 |

| 15 |

| 3 |

| 3 |

| 1 |

| 8 |

| 3 |

| 2 |

| 11 |

| 6 |

| 16 |

| 12 |

| 6 |

| 3 |

| 7 |

| 18 |

| 7 |

| Primeira Liga | Liga Portugal 2 | Segunda Divisão B |

Tot 1999 stond de Primeira Liga bekend als de Primeira Divisão. De Segunda Liga kende in de loop der tijd meerdere namen en heet sinds 2020/21 Liga Portugal 2. Ook het 3e niveau kende verschillende namen en heet sinds 2021/22 Liga 3.
| Seizoen   | №  | Clubs | Divisie         | Duels | Winst | Gelijk | Verlies | Doelsaldo | Punten | Tsch  |
| --------- | -- | ----- | --------------- | ----- | ----- | ------ | ------- | --------- | ------ | ----- |
| 2004–2005 | 17 | 18    | Segunda Liga    | 34    | 9     | 10     | 15      | 24–38     | 37     | ??    |
| 2006–2007 | 16 | 16    | Liga de Honra   | 30    | 3     | 7      | 20      | 16–43     | 16     | ??    |
| 2014–2015 | 3  | 24    | Segunda Liga    | 46    | 20    | 20     | 6       | 68–45     | 80     | 2.132 |
| 2015–2016 | 2  | 24    | Liga Pro        | 46    | 21    | 18     | 7       | 60–39     | 81     | 2.736 |
| 2016–2017 | 11 | 18    | Primeira Liga   | 34    | 8     | 14     | 12      | 35–42     | 38     | 3.621 |
| 2017–2018 | 6  | 18    | Primeira Liga   | 34    | 13    | 8      | 13      | 47–55     | 47     | 3.496 |
| 2018–2019 | 16 | 18    | Primeira Liga   | 34    | 8     | 8      | 18      | 34-57     | 32     | 4.550 |
| 2019–2020 | 12 | 18    | Liga Pro        | 24    | 9     | 5      | 10      | 26-26     | 32     |       |
| 2020–2021 | 6  | 18    | Liga Portugal 2 | 34    | 16    | 9      | 9       | 46-36     | 57     |       |
| 2021-2022 | 3  | 18    | Liga Portugal 2 | 34    | 18    | 10     | 6       | 54-35     | 64     |       |
| 2022-2023 | 7  | 18    | Primeira Liga   | 34    | 12    | 10     | 12      | 35-40     | 46     |       |
| 2023-2024 | 18 | 18    | Primeira Liga   | 34    | 5     | 8      | 21      | 31-72     | 23     |       |
| 2024-2025 | 7  | 18    | Liga Portugal 2 | 34    | 14    | 9      | 11      | 40-34     | 51     |       |

## In Europa
#Q = #kwalificatieronde, #R = #ronde, T/U = Thuis/Uit, W = Wedstrijd, PUC = punten UEFA coëfficiënten .
Uitslagen vanuit gezichtspunt GD Chaves
| Seizoen                                                    | Competitie | Ronde | Land                          | Club                     | Totaalscore | 1e W    | 2e W    | PUC |
| ---------------------------------------------------------- | ---------- | ----- | ----------------------------- | ------------------------ | ----------- | ------- | ------- | --- |
| 1987/88                                                    | UEFA Cup   | 1R    | Vlag van Roemenië (1965-1989) | CS Universitatea Craiova | 4-4 u       | 2-3 (U) | 2-1 (T) | 2.0 |
|                                                            |            | 2R    | Vlag van Hongarije            | Boedapest Honvéd FC      | 2-5         | 1-2 (T) | 1-3 (U) | 2.0 |
| Totaal aantal behaalde punten voor UEFA coëfficiënten: 2.0 |            |       |                               |                          |             |         |         |     |

Zie ook
- Deelnemers UEFA-toernooien Portugal
- Ranglijst van alle clubs die in de diverse Europa Cups zijn uitgekomen

## Bekende (oud-)spelers
- Kelechi Nwakali
- Georgi Slavkov